# Liste der Kulturgüter in Neckertal
Die Liste der Kulturgüter in Neckertal enthält alle Objekte in der Gemeinde Neckertal im Kanton St. Gallen, die gemäss der Haager Konvention zum Schutz von Kulturgut bei bewaffneten Konflikten, dem Bundesgesetz vom 20. Juni 2014 über den Schutz der Kulturgüter bei bewaffneten Konflikten sowie der Verordnung vom 29. Oktober 2014 über den Schutz der Kulturgüter bei bewaffneten Konflikten unter Schutz stehen.
Objekte der Kategorien A und B sind vollständig in der Liste enthalten, Objekte der Kategorie C fehlen zurzeit (Stand: 1. Januar 2023).

## Kulturgüter
| Foto | | Objekt                                                                       | Kat. | Typ | Standort                                           | Beschreibung |
| ---- | --- | ---------------------------------------------------------------------------- | ---- | --- | -------------------------------------------------- | ------------ |
| ja   | Datei hochladen · Wikidata zu Haus Näf (Q29523836)                                                       | Haus Näf KGS-Nr.: 08194                                                      | A    | G   | Brunnadern, Furt 520 729375 / 243310               |              |
| ja   | Datei hochladen · Wikidata zu Oberes Türmlihaus (Q29523840)                                              | Oberes Türmlihaus KGS-Nr.: 08195                                             | A    | G   | Brunnadern, Furtstrasse 93 729745 / 243263         |              |
| ja   | Datei hochladen · Wikidata zu Rotes Haus (Q29523806)                                                     | Rotes Haus KGS-Nr.: 10128                                                    | A    | G   | Bächli, Bruggstrasse 9 732243 / 240188             |              |
| ja   | Datei hochladen · Wikidata zu Unteres Türmlihaus (Q29523847)                                             | Unteres Türmlihaus KGS-Nr.: 10141                                            | A    | G   | Brunnadern, Furtstrasse 95 729744 / 243262         |              |
| BW   | Datei hochladen · Wikidata zu Reitenberg / Rätenberg, mittelalterliche Burgstelle (Q135474970)           | Reitenberg / Rätenberg, mittelalterliche Burgstelle KGS-Nr.: 01036           | B    | F   | Brunnadern, Reitenbergstrasse 729240 / 242760      |              |
| BW   | Datei hochladen · Wikidata zu Brunnadern, mittelalterliche / neuzeitliche ehemalige Kapelle (Q135475106) | Brunnadern, mittelalterliche / neuzeitliche ehemalige Kapelle KGS-Nr.: 01345 | B    | F   | Brunnadern, Dorfstrasse 727945 / 244031            |              |
| ja   | Datei hochladen · Wikidata zu Alter Hirschen (Q29786682)                                                 | Furth, Alter Hirschen KGS-Nr.: 08108                                         | B    | G   | Brunnadern, Hofstettenstrasse 8 729598 / 243078    |              |
| ja   | Datei hochladen · Wikidata zu Spreitenbach, Fabrikantenhaus (Q29786694)                                  | Spreitenbach, Fabrikantenhaus KGS-Nr.: 08109                                 | B    | G   | Brunnadern, Flurstrasse 40 729065 / 243191         |              |
| ja   | Datei hochladen · Wikidata zu Katholische Kirche St. Johannes der Täufer (Q29786486)                     | Katholische Kirche St. Johannes der Täufer KGS-Nr.: 08156                    | B    | G   | Hemberg, Scherbstrasse 34 731310 / 240020          |              |
| ja   | Datei hochladen · Wikidata zu Burgruine Neu-Toggenburg (Q29786710)                                       | Neu-Toggenburg, mittelalterliche Burgruine KGS-Nr.: 08210                    | B    | F   | Oberhelfenschwil 726534 / 243441                   |              |
| ja   | Datei hochladen · Wikidata zu Burgruine Rüdberg (Q29786711)                                              | Rüdberg, mittelalterliche Burgruine KGS-Nr.: 08211                           | B    | F   | Oberhelfenschwil 724650 / 245630                   |              |
| ja   | Datei hochladen · Wikidata zu Paritätische Kirche St Maria, Dionys und Jakobus (Q1742652)                | Paritätische Kirche St Maria, Dionys und Jakobus KGS-Nr.: 08212              | B    | G   | Oberhelfenschwil, Dorfstrasse 25 726430 / 246390   |              |
| ja   | Datei hochladen · Wikidata zu Haus Bädli (Q29786686)                                                     | Haus Bädli KGS-Nr.: 08361                                                    | B    | G   | St. Peterzell, Bädli 93 731051 / 241995            |              |
| ja   | Datei hochladen · Wikidata zu Ehemalige Propstei St. Peter und Paul (Q29786681)                          | Ehemalige Propstei St. Peter und Paul KGS-Nr.: 08362                         | B    | G   | St. Peterzell, Dorf 9, 9.1 731208 / 242233         |              |
| ja   | Datei hochladen · Wikidata zu Wald, Fabrikantenhaus (Q29786695)                                          | Wald, Fabrikantenhaus KGS-Nr.: 08363                                         | B    | G   | Schönengrund, Hauptstrasse 53 735140 / 243572      |              |
| ja   | Datei hochladen · Wikidata zu Rotes Haus (Q29786692)                                                     | Rotes Haus KGS-Nr.: 08364                                                    | B    | G   | St. Peterzell, Dorf 28 731227 / 242195             |              |
| ja   | Datei hochladen · Wikidata zu Reformierte Kirche (Q14757779)                                             | Reformierte Kirche KGS-Nr.: 14042                                            | B    | G   | Brunnadern, Dorfstrasse 29.1 727937 / 244025       |              |
| ja   | Datei hochladen · Wikidata zu Paritätische Kirche St. Jakobus (Q29786689)                                | Paritätische Kirche St. Jakobus KGS-Nr.: 14043                               | B    | G   | Mogelsberg, Dorfstrasse 14.1 728204 / 247087       |              |
| ja   | Datei hochladen · Wikidata zu Gasthaus Rössli (Q29786683)                                                | Gasthaus Rössli KGS-Nr.: 14044                                               | B    | G   | Mogelsberg, Dorfstrasse 16 728210 / 247122         |              |
| BW   | Datei hochladen · Wikidata zu Hausgruppe (Q135479171)                                                    | Hausgruppe KGS-Nr.: 16689                                                    | B    | G   | St. Peterzell, Hofstetten 594, 597 730542 / 241746 |              |
| BW   | Datei hochladen · Wikidata zu Üelliger-Haus (Q135476282)                                                 | Üelliger-Haus KGS-Nr.: 16690                                                 | B    | G   | Dicken, Oberdicken 725 732164 / 244379             |              |